# Víchová nad Jizerou
Víchová nad Jizerou é uma comuna checa localizada na região de Liberec, distrito de Semily.